# Kačapor
Kačapor (pronunciación en serbio: /Качапор/) es un pueblo del municipio de Blace, Serbia. Según el censo de 2002, el pueblo tiene una población de 72 personas. 